# Westerrodegraben
El Westerrodegraben és un rierol al nord de l'estat d'Hamburg a Alemanya, d'una llargada d'uns 1,3 quilòmetres.
Neix al parc Jugendpark a prop del carrer Krohnstieg del barri Langenhorn i desemboca al Raakmoorgraben a la vora de l'Aeroport d'Hamburg. Després d'1,3 km conflueix amb el Raakmoorgraben a prop del Fuhlsbütteler Nordteich, tot just abans que aquest desaparegui sota l'aeroport d'Hamburg.
Desguassa via el Tarpenbek, l'Alster i l'Elba al mar del Nord.

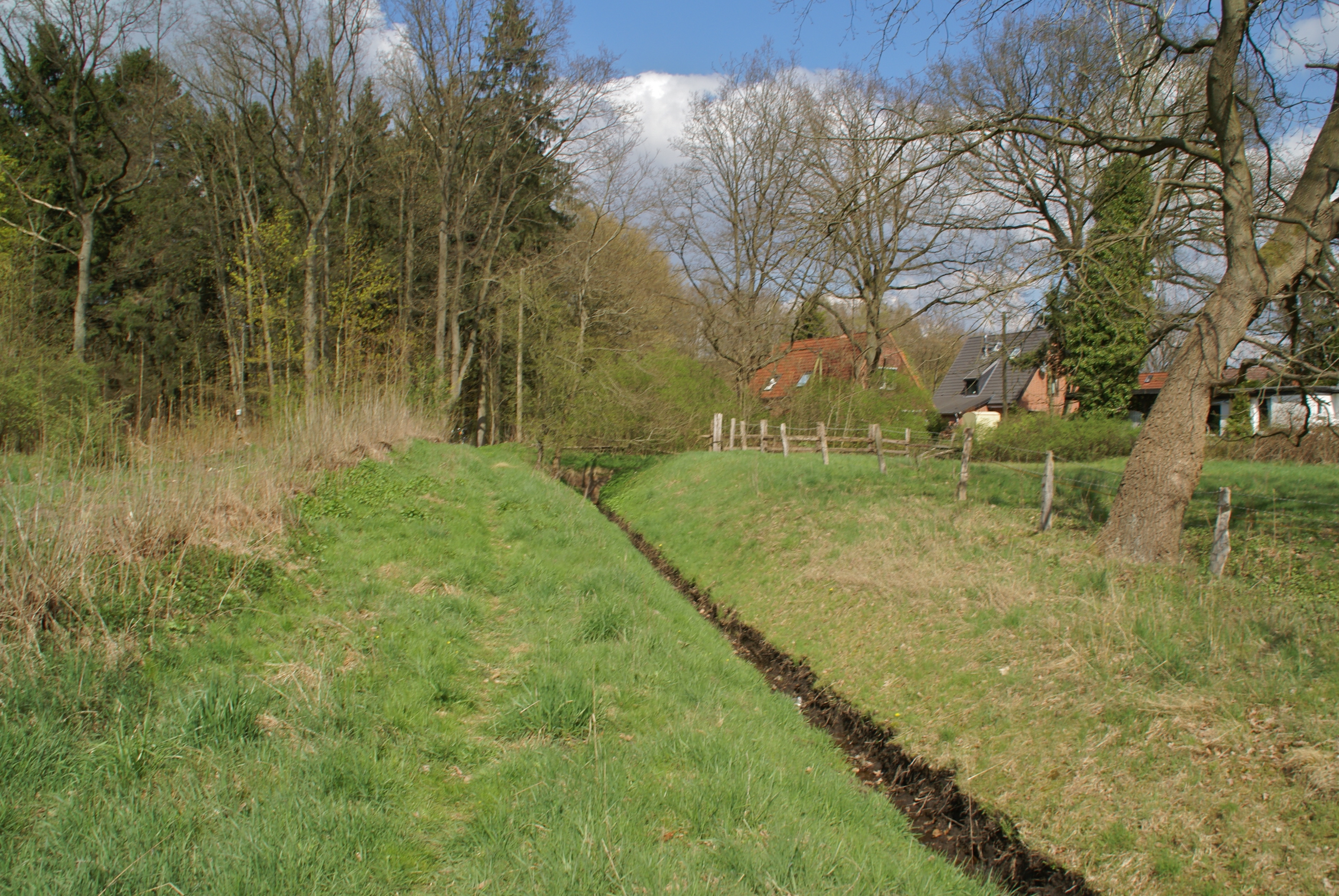
El riu en direcció nord
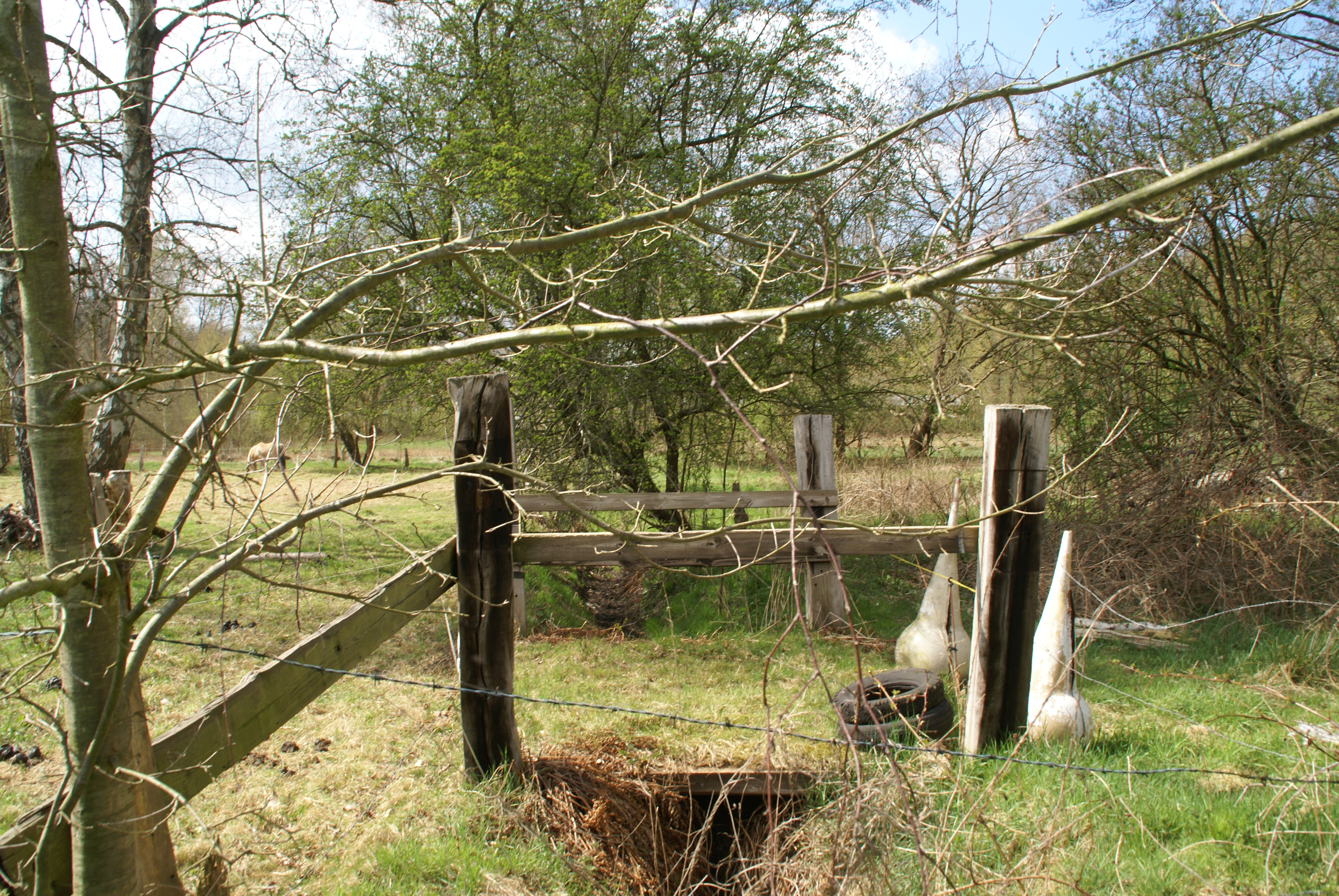
La vall del riu
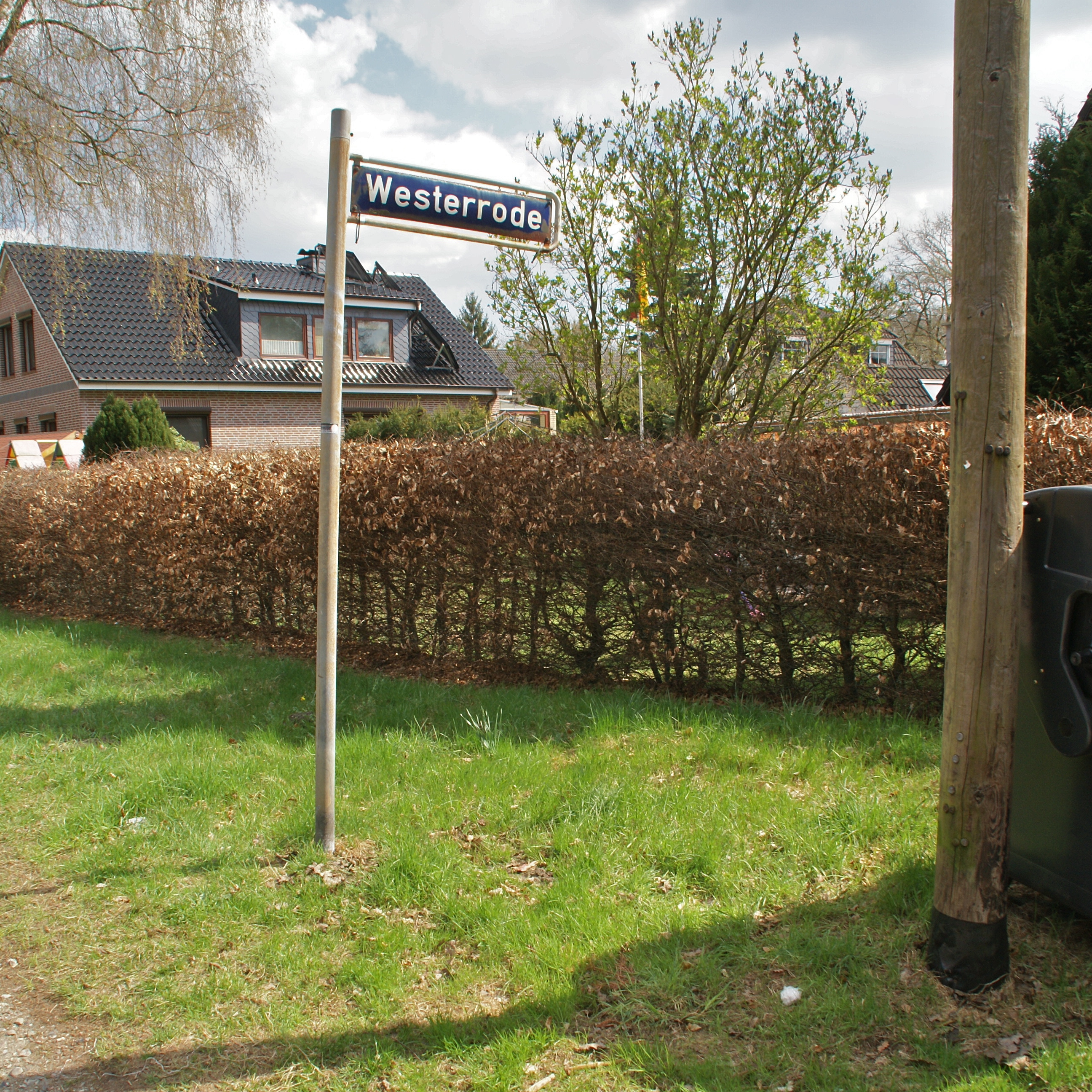
El lloc de Westerrode que donà nom al riu